# Misión de Investigación de las Naciones Unidas sobre el conflicto de Gaza (2009)

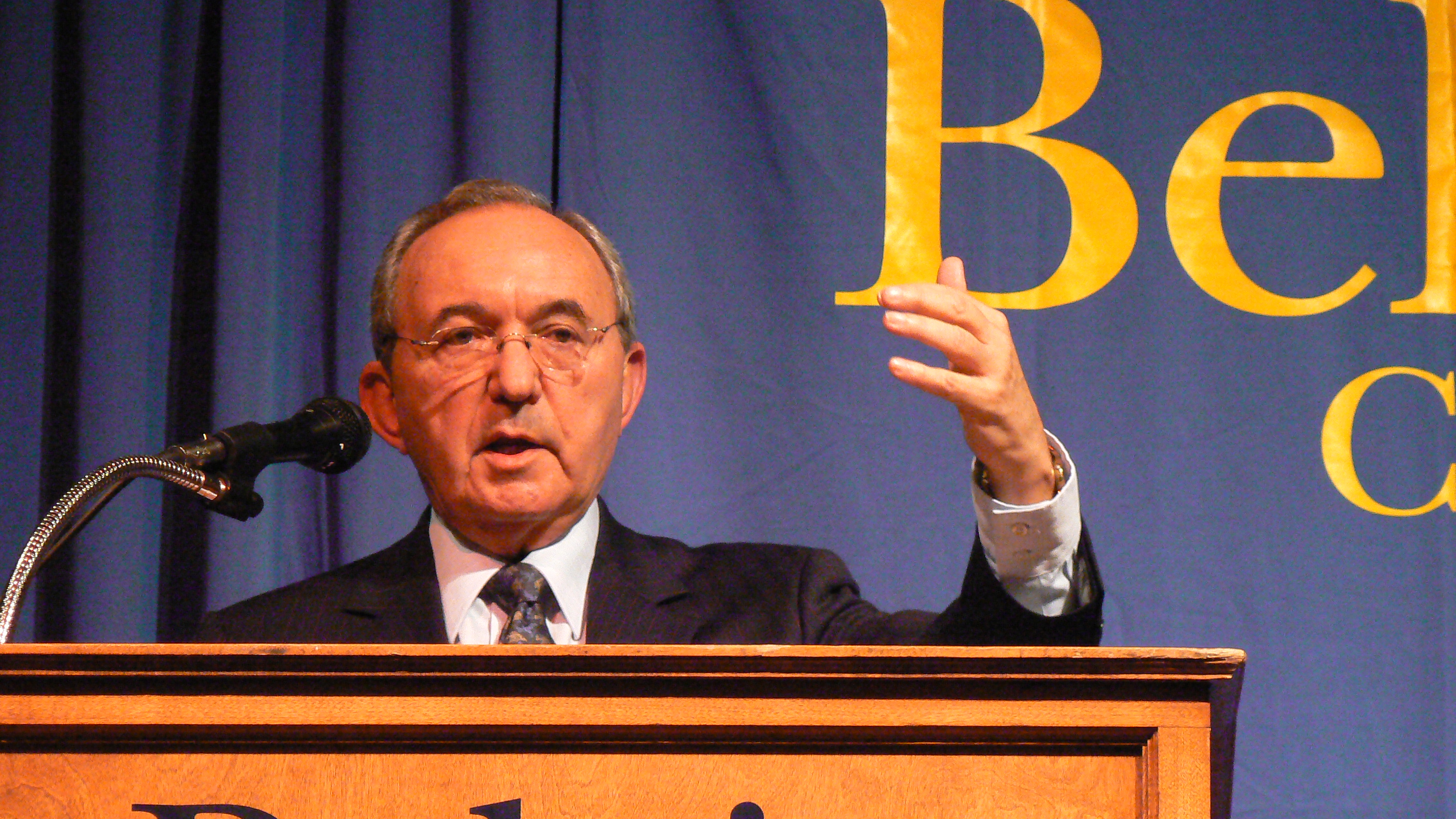
Richard Goldstone

La Misión de Investigación de las Naciones Unidas sobre el Conflicto de Gaza, también conocida como Informe Goldstone, fue un equipo establecido en abril de 2009 por el Consejo de Derechos Humanos de las Naciones Unidas durante la Guerra de Gaza (enero de 2009) La misión de investigar las supuestas violaciones del derecho internacional de los derechos humanos y del derecho internacional humanitario en los territorios palestinos, en particular la Faja de Gaza, en relación con la guerra de Gaza. El jurista sudafricano Richard Goldstone fue designado para dirigir la misión. El trabajo de Goldstone que investigaba la violencia le llevó directamente a ser nombrado para ser el primer fiscal principal del Tribunal Penal Internacional de las Naciones Unidas para la ex Yugoslavia y para Ruanda de agosto de 1994 a septiembre de 1996.
El informe acusó tanto a las Fuerzas de Defensa de Israel como a los militantes palestinos de crímenes de guerra y posibles crímenes contra la humanidad. Recomendó que cada parte investigara abiertamente su propia conducta y que se presentaran denuncias ante la Corte Penal Internacional si no lo hicieran. El informe dio lugar a un debate en Israel sobre la apertura de una investigación independiente sobre las acusaciones de crímenes de guerra. Ciertas fuentes alegaron la existencia de fallos metodológicos, errores legales y factuales y falsedades en el informe, y el gobierno de Israel rechazó rotundamente la acusación de tener una política de ataques deliberados a civiles. El grupo militante islámico Hamás rechazó inicialmente algunas de las conclusiones del informe, pero después instó a las potencias mundiales a aceptarlo.
El 1 de abril de 2011, Goldstone se retractó de la conclusión de que el gobierno israelí marcaba deliberadamente a los civiles como objetivo. El 14 de abril de 2011, los otros tres coautores de la misión de investigación de las Naciones Unidas sobre el conflicto de Gaza de 2008-2009 Hina Jilani, Christine Chinkin y Desmond Travers publicaron una declaración conjunta criticando la retractación de Goldstone. Todos ellos coincidieron en que el informe era válido y que Israel y Hamás no habían investigado satisfactoriamente los supuestos crímenes de guerra.

## Mandato de la Misión
El 3 de enero de 2009, en respuesta a la guerra de Gaza, el Comité Ejecutivo de la Organización de la Conferencia Islámica pidió al Consejo de Derechos Humanos de las Naciones Unidas (CDHNU) que enviara una misión de investigación a Gaza. El 12 de enero, el Consejo adoptó la Resolución S-9/1, por la que se decidió 

...enviar una misión internacional urgente e independiente de investigación, que será designada por el Presidente del Consejo, para que investigue todas las violaciones de las normas internacionales de derechos humanos y del derecho internacional humanitario por parte de la Potencia ocupante, Israel, contra el pueblo palestino en todo el territorio palestino ocupado, particularmente, en la Franja de Gaza ocupada, debido a la agresión actual, y exhorta a Israel a no obstruir el proceso de investigación y a cooperar plenamente con la misión.

la ex Alta Comisionada de las Naciones Unidas para los Derechos Humanos, Mary Robinson, rechazó dirigir la misión por considerar la resolución adoptada por el Consejo de Derechos Humanos tendenciosa y «guiada no por los derechos humanos, sino por la política». Más tarde expresó su pleno apoyo al informe. Richard Goldstone rehusó inicialmente el nombramiento por la misma razón, describiendo el mandato como  «sesgado» y «desigual». En enero de 2011, Goldstone criticó al CDHNU por apresurarse «repedidamente a aprobar resoluciones condenatorias ante presuntas violaciones de los derechos humanos por parte de Israel», pero sin tomar «medidas similares ante violaciones aún más graves cometidas por otros Estados», notando que, hasta el informe de Gaza, el consejo no había condenado el lanzamiento de cohetes y morteros contra centros civiles israelíes.
A raíz de la objeción de Goldstone, el mandato se amplió oficiosamente para cubrir también las actividades de los militantes palestinos, formulación citada en el informe final. El nuevo mandato consistía en investigar todas las violaciones del derecho internacional y de los derechos humanos que pudieran haberse cometido en cualquier momento en el contexto de las operaciones militares que se llevaron a cabo en Gaza durante el período comprendido entre el 27 de diciembre de 2008 y 18 de enero de 2009. Durante una conferencia en la Universidad de Brandeis, Goldstone señaló que el presidente del CDHNU presentó el mandato ampliado en una sesión plenaria, sin recibir una sola objeción. Posteriormente, describió como «fastidiosos e ineptos» los argumentos de que el mandato no se había ampliado para cubrir las violaciones de todas las partes, expuestos por la Secretaria de Estado de Estados Unidos, Hillary Clinton.
Aunque el embajador Martin Uhomoibhi garantizó verbalmente que no había objeciones al mandato revisado, el Consejo de Derechos Humanos nunca votó para revisar el mandato, y la resolución S-9/1 permaneció sin cambios.

## Informe
El 15 de septiembre de 2009 se publicó un informe de 574 páginas. El informe concluyó que las Fuerzas de Defensa de Israel (FDI) y los grupos militantes palestinos habían cometido crímenes de guerra y posiblemente crímenes contra la humanidad. Mientras que el informe condenaba las violaciones por ambas partes, diferenciaba entre la severidad moral y legal de las violaciones de las fuerzas israelíes en comparación con las de Hamás y otros grupos armados palestinos. Goldstone declaró que la misión «no era una investigación, sino una misión de investigación» y que la conclusión de que los crímenes de guerra habían sido cometidos «siempre fue concebida como condicional». Describió las acusaciones del informe como «una hoja de ruta útil» para investigaciones independientes de Israel y los palestinos. Añadió que la misión no llevó a cabo como una investigación judicial, y declaró que sus conclusiones no equivalen a una «prueba más allá de una duda razonable», sino como un caso prima facie, «razonable al sopesar las pruebas», y que la información obtenida no sería admisible como prueba en un tribunal penal.

## Acusaciones contra Israel

### Bloqueo de Gaza
El informe declaró que el bloqueo constituía una violación de las obligaciones de Israel como potencia ocupante en Gaza.

### Ataques a civiles
El informe contradice la afirmación de Israel de que la guerra de Gaza se habría llevado a cabo como respuesta a los cohetes disparados desde la franja de Gaza la intimidación de la población era un objetivo de la guerra. Defiende la tesis que la intimidación de la población era un objetivo del asalto militar, dirigido según este punto de vista contra «el pueblo de Gaza en su conjunto» para «humillar y aterrorizar a la población civil, disminuir radicalmente su capacidad económica local tanto para trabajar como para abastecerse y para forzarle un sentimiento cada vez mayor de dependencia y vulnerabilidad».
El informe se centró en 36 casos que, según él, constituían una muestra representativa. En 11 de estos episodios, dijo que el ejército israelí llevó a cabo ataques directos contra civiles, por ejemplo, disparando sobre ellos «mientras intentaban salir de sus hogares para caminar a un lugar más seguro, ondeando banderas blancas». En una conversación con Bill Moyers Journal, Goldstone dijo que el comité seleccionó 36 incidentes que representaron el mayor número de muertos, donde parecía que había poca o ninguna justificación militar para lo ocurrido. Según el informe, otro presunto crimen de guerra cometido por las FDI fue la destrucción «desacertada» de las instalaciones de producción de alimentos, agua y alcantarillado; el informe también afirma que algunos ataques, supuestamente destinados a eliminar a un pequeño número de combatientes entre un número significativo de civiles, eran desproporcionados.
El informe concluyó que Israel violó el Cuarto Convenio de Ginebra contra la población civil, calificó las violaciones como «graves». y «sistemáticas y deliberadas». Atribuyó la culpa principalmente a quienes diseñaron, planearon, ordenaron y supervisaron las operaciones. El informe recomendó, entre otras medidas, que Israel pagara reparaciones a los palestinos que vivían en Gaza por los daños materiales causados durante el conflicto.

### Alegaciones de fósforo blanco
El informe dice que las fuerzas israelíes fueron "sistemáticamente imprudentes" al determinar el uso de fósforo blanco en las áreas urbanizadas. Los autores destacaron el ataque israelí contra el complejo de la Agencia de Socorro y Obras Públicas de la ONU en la Ciudad de Gaza el 15 de enero, el ataque al hospital Al Quds y el ataque contra el hospital Al Wafa. Se describe su uso como desproporcionado o excesivo bajo el derecho internacional. En términos más generales, el informe de la ONU recomendaba que "se considerara seriamente la posibilidad de prohibir el uso de fósforo blanco en las zonas urbanizadas".

### Incidente de la mezquita de Al-Maqadmah
El informe indicó que la huelga en la mezquita de al-Maqadmah en las afueras de Jabilyah ocurrió cuando entre 200 y 300 hombres y mujeres asistieron a la oración de la tarde, con 15 personas muertas y 40 heridas como resultado del ataque. La Misión ha establecido que las fuerzas armadas israelíes dispararon un misil que golpeó cerca de la puerta de la mezquita. La Misión encontró que la mezquita fue dañada en sus paredes interiores con "pequeños cubos de metal", varios de los cuales fueron recuperados por la Misión cuando inspeccionó el sitio. La Misión concluyó que la mezquita había sido golpeada por un misil aire-tierra equipado con una manga de fragmentación de metralla, disparada desde un avión. La misión basó sus descubrimientos en la investigación del sitio, las fotografías y los testigos de la entrevista. La Misión no encontró indicios de que la mezquita fuera utilizada para lanzar cohetes, almacenar municiones o refugiar a combatientes. La Misión también encontró que no se hizo otro daño en la zona en ese momento, haciendo que el ataque fuera un incidente aislado. La Misión concluyó que los israelíes bombardearon intencionadamente la mezquita. El juez Goldstone dijo: "Suponiendo que las armas estuvieran almacenadas en la mezquita, no sería un crimen de guerra bombardearla por la noche ... Sería un crimen de guerra bombardearlo durante el día, cuando 350 personas están orando". Agregó además que no hay otra posible interpretación de lo que podría haber ocurrido si no fuera un ataque deliberado contra civiles. El informe también reproduce una declaración del gobierno israelí sobre el ataque, donde el gobierno israelí niega que la mezquita haya sido atacada y declare que las víctimas del ataque fueron agentes de Hamás. El informe dice que la posición del gobierno israelí contiene "aparentes contradicciones" y es "insatisfactoria" y "demostrablemente falsa".

### Incidente de Zeitún
Según entrevistas con miembros de la familia, vecinos, personal de la Media Luna Roja Palestina, presentaciones de varias ONG y visitas al sitio, la familia al-Samouni se reunió en una casa después de que los combates en la zona terminaron, ordenados allí por soldados israelíes patrullando su barrio de Zeitún, como parte de la fase fundamental de la Guerra de Gaza; Cuando cinco hombres salieron de la casa para recoger leña, un misil los golpeó, disparado, posiblemente, de un helicóptero Apache; Varios misiles más siguieron, esta vez dirigidos directamente a la casa. En total, 21 miembros de la familia fueron asesinados, incluyendo mujeres y niños. Cuando los al-Samounis sobrevivientes intentaron salir, les dijo un soldado israelí que tenían que volver a la casa. En abril de 2011, Goldstone escribió que el bombardeo del hogar era aparentemente la consecuencia de la interpretación errónea de un comandante israelí de una imagen de un dron.

### Incidente de la escuela Al-Fakhura
El informe dice que el bombardeo de morteros de la FDI cerca de una escuela de Al-Fakhura, en el campo de refugiados de Jabaliya, que alberga a unas 1.300 personas, mató a 35 personas e hirió a 40 personas. La investigación no excluyó la posibilidad de que las fuerzas israelíes respondieran al fuego de un grupo armado palestino, como dijo Israel, pero dijo que este y otros ataques similares "no pueden cumplir la prueba de lo que un comandante razonable habría determinado ser una pérdida aceptable de vida civil para la ventaja militar buscada ". La misión criticó a las FDI por la elección de las armas para el supuesto contraataque y concluyó que el fuego de las FDI en la calle Al-Fakhura violaba la ley de proporcionalidad.
En 2012, funcionarios israelíes reconocieron que, contrariamente a las reclamaciones anteriores, no se dispararon cohetes desde escuelas operadas por el Organismo de Obras Públicas y Socorro de las Naciones Unidas para los Refugiados de Palestina (UNRWA) durante la guerra de Gaza.

### Incidente de la familia Abd Rabbo
Según el informe de la Misión, el comité consideró que Khaled y Kawthar Abd Rabbo eran testigos creíbles y confiables y no tenía ninguna razón para dudar de la veracidad de los elementos principales de su testimonio, lo cual es coherente con las cuentas que recibió de otros testigos oculares y las ONG. El informe concluye que los soldados israelíes dispararon deliberadamente contra los miembros de la familia, ya que no podían percibir ningún peligro de la casa, sus ocupantes o el entorno. El informe basa su conclusión en la premisa de que la familia, formada por un hombre, una joven, una anciana y tres niñas pequeñas, algunas de ellas agitando banderas blancas, salieron de la casa y permanecieron inmóviles varios minutos esperando instrucciones de los soldados.

### Las acusaciones de escudos humanos
El informe también acusó a Israel de usar a los palestinos como "escudos humanos" y torturar a los detenidos. Las acusaciones de escudos humanos fueron apoyadas en 2010, con Israel acusando a dos soldados de forzar a un niño palestino de 9 años a abrir bolsas sospechosas de contener bombas.

## Acusaciones contra los palestinos
El informe también indicó que hay pruebas de que los grupos armados palestinos cometieron crímenes de guerra y posiblemente crímenes contra la humanidad al lanzar deliberadamente cohetes y disparar morteros contra Israel, calculados para matar civiles y dañar estructuras civiles. El informe acusó a grupos armados palestinos de causar trauma psicológico a los civiles dentro del alcance de los cohetes. También concluyó que los asesinatos y abusos de miembros del movimiento político de Fatah equivalen a una "grave violación de los derechos humanos".
Sin embargo, la Misión no encontró pruebas de que grupos armados palestinos pusieran a civiles en zonas donde se lanzaron ataques; de participar en combate con vestimenta civil; o de utilizar una mezquita para fines militares o para proteger las actividades militares. Esta declaración contrasta con los informes de los medios de comunicación de que los combatientes de Hamás llevaban ropas civiles y ocultaron sus armas. En marzo de 2009, el Centro de Información sobre Inteligencia y Terrorismo (Malam) publicó un informe que incluía material suministrado por las FDI y Shin Bet (Agencia de Seguridad de Israel) como parte de un esfuerzo para contrarrestar el Informe Goldstone. Se incluyeron videos y fotografías que indicaban que "decenas de mezquitas que utilizaba Hamas para almacenar armas, funcionaban como centros de mando o cuyos campos se utilizaban para lanzar cohetes contra Israel".
Al analizar la obligación de los grupos armados palestinos de proteger a la población civil en Gaza, el informe señala que los entrevistados en Gaza parecían reacios a hablar sobre la presencia o la conducta de las hostilidades por la parte de los grupos palestinos armados. La Misión no descarta que la reticencia de los entrevistados puede provenir del temor a represalias.